# خير جليس
خير جليس هي مبادرة تهدف لنشر المعرفة وثقافة القراءة لجميع المتحدثين باللغة العربية عن طريق تلخيص الكتب الأكثر مبيعاً وتأثيراً في العالم وعرضها بطريقة سهلة ومبسطة للمشاهد باستخدام تقنية السبورة البيضاء. في هذه المبادرة يتم التركيز على الكتب التي تعالج مواضيع تطوير الذات والتنمية البشرية وريادة الأعمال والتي بدورها ستسهم في إثراء المحتوى الثقافي العربي.
وقد حصلت القناة على جائزة محمد بن راشد للغة العربية لسنة 2018.

## وصلات خارجية
- الموقع الرسمي